# Агата Урсула Бакер Грендал
Агата Урсула Бакер Грендал (норв. Agathe Ursula Backer Grøndahl; 1. децембар 1847 − 4. јун 1907) је била норвешка пијанисткиња и композиторка. Била је удата за диригента и професора певања Олауса Андреаса Грендала ( Olaus Andreas Grøndahl) од 1875. године. Њен син Фритјоф Бакер-Грендал (Fridtjof Backer-Grøndahl) (1885−1959) био је такође пијаниста и композитор, који је представљао композиције своје мајке публици на својим концертима.

## Биографија
Агата Урсула Бакер је рођена у Холместранду 1847. године, у богатој породици која ја је волела уметност, као трећа по реду од четири девојчице. Од малена је показивала склоности према сликању и музици.

### Школовање
1857. године се преселила са својом породицом у Кристијанију (данашњи град Осло) где је студирала са Отом  Винтер-Јелмом (Otto Winther-Hjelm), Халфданом Ћерулфом (Halfdan Kjerulf) и Лудвигом Матиасом Линдеманом (Ludvig Mathias Lindеman). Између 1865. и 1867. године постала је ученица Теодора Кулака (Theodor Kullak) и студирала компоновање под менторством Ричарда Вуерста (Richard Wuerst) на музичкој академији Akademie der Tonkunst у Берлину, где је и живела са својом сестром Харијет Бакер.

### Каријера
У Берлину се и прославила својом интерпретацијом Бетовеновог Царског концерта.
1868. учествовала је са Едвардом Григом, који је тада имамо 26 година, као диригент Филхармонијског друштва. Препорука Олеа Була (Ole Bull) ју је одвела на даље школовање са Хансом фон Биловом (Hans von Bülow) у Фиренци 1871.године. Касније, исте године свирала је у Гевандхаусу у Лајпцигу и постала ученица Франца Листа у Вајмару 1873.
Године. 1875. се удала за прослављеног професора певања Олауса Грендала, а током друге половине седамдесетих година XIX века изградила је своју каријеру пијанисткиње серијом концерата по нордијским земљама, такође је доживела велики успех у Лондону и Паризу.1889. и 1890. године  имала је концерт у Лондону и Бирмингему, на којима је изводила и Григов концерт за клавир. Након што је проглашена од стране Џорџа Бернанда Шоа за највећег пијанисту деветнаестог века, остала је запамћена по својој осећајности, симетрији и уметничком складу њених композиција. На Светској изложби у Паризу 1889. године потврдила је свој успех и брилијантну интерпретацију Григовог концерта за клавир. У то време је задобила обољење нерава, али је ипак још неко време наставила своју каријеру пијанисткиње. Крајем 1890-их постала је скоро скроз глува. Последње концерте је одржала у Шведској и Финској јесени 1901. године. Након тога је постала учитељица. Била је и успешна и утицајна учитељица. Подучавала је своју децу, као и многе надарене ученике. Била је ауторка многих песама, написала је значајне комаде за клавир. И као пијанисткиња и као композиторка значајна је за развој модерне музике у Норвешкој. Агата Бакер Грендал је имала значајну улогу у периоду Златног доба норвешке историје музике. Искомпоновала је свеукупно 400 комада у распону од 70 опуса, била је пријатељица Едварда Грига. Њене прве композиције биле су у складу са доминантним пијанистичким и стилским идејама педесетих година деветнаестог века, које су тада биле актуелне у Европи. У њеним каснијим делима њен стил се променио и на њих су утицај имале импресионистичке идеје које ће постати актуелне почетком двадесетог века- због тога ју је Паулина Хал  (Pauline Hall) прогласила првим норвешким импресионистом.

### Смрт
Агата је преминула у свом дому на Ормеји изван Кристијаније са 59 година.

## Листа сабраних дела

### Песме
- 3 Песме, Op. 1, (1868–9)
- 5 Песама, Op. 2, (1871)
- 5 Песама, Op. 3, (1870–73)
- 7 Песама, Op. 4, (1869–74)
- 4 Песме, Op. 5, (1871–2)
- 6 Песама, Op. 6 (1867–71)
- Летњи живот, 4 Песме, Op. 7
- 5 Песама, Op. 8 (1871–6)
- 6 Песама, Op. 9 (1871–9)
- 4 Песме, Op. 10 (1871–5)
- 5 Песама, Op. 12 (1879)
- 5 Песама, Op. 13 (1881)
- 6 немачких лидова, Op. 14
- 6 Песама, Op. 16
- Песме Мора, Op. 17 (1884)
- 7 Народних песама и Романси, Op. 18
- Серенада, Op. 21 (1888)
- 5 Песама, Op. 23 (1888)
- 6 Песама, Op. 26 (1890)
- 6 Песама, Op. 27 (1890)
- Chant de Noces: Bryllupsmorgen, Op. 28 (1890)
- 10 Песама, Op. 29, (1892)
- 10 Песама, Op. 31, (1894)
- Норвешке народне песме, аранжмани, Op. 34 (1894)
- Ноћ је мирна, Валцер старог народа, Op. 40 (1897)
- 5 Песама, Op. 41 (1897)
- The Child's Spring Day, циклус песама, Op. 42 (1899)
- 8 kjaempeviser, Op. 43 (1896–7)
- 20 folke- og skjaemteviser, Op. 43 (1896–7)
- 5 Песама, Op. 46, (1897–9)
- 2 Песме из Мора, Op. 48
- 3 Песме у молу, Op. 49
- Лето (Jynge), 8 песама, Op. 50 (1899)
- 12 народних песама и мелодија из страних земаља, Op. 51 (1902)
- Мајка пева, 8 песама, Op. 52 (1900)
- Sydover 6 песама, Op. 54 1900
- Ahasverus, 6 песама, Op. 56 (1900)
- 6 немачких љубавних лидова из младости, Op. 60 (1869–1900)
- Поље детелина, Op. 62 (1901)
- 4 Песме, Op. 65 (1901–4)
- One more Glimpse, Op. 70 (1907)

### Комади за соло клавир
- 6 concert-etuder, Op. 11 (1881)
- 3 morceaux, Op. 15 (1882)
- 4 skizzer, Op. 19 (1886)
- Suite, 5 movements Op. 20 (1887)
- 3 études, Op. 22 (1888)
- 6 idylles, Op. 24 (1888)
- 3 клавирска комада, Op. 25 (1890)
- Норвешке народне песме и народни плес, Op. 30 (1891)
- 3 études de concert, Op. 32 (Copenhagen, 1895)
- Норвешке народне песме и народни плес, Op. 33 (1894)
- 3 клавирска комада, Op. 35 (1894)
- Fantasistykker, Op. 36 (1895)
- Serenade, Op. 37 (1896)
- 3 угарске студије, Op. 38 (1896)
- Fantasistykker, Op. 39 (1896)
- In the Blue Mountain, fairytale suite, 6 pieces, Op. 44 (1897)
- Fantasistykker, Op. 45 (1897)
- Etudes de concert, Op. 47 (Copenhagen, 1901)
- 3 клавирска комада, Op. 53 (1900)
- Smaa fantasistykker, Op. 55 (1902)
- Etudes de concert, Op. 57 (Copenhagen, 1903)
- Concert-études, Op. 58 (Copenhagen, 1903)
- 6 клавирских комада, Op. 59 (1903)
- Prélude, Op.61, No. 1 (Copenhagen, 1904)
  - Велики менует, Op.61, No. 2
- Lettere fantasistykker, Op. 63 (Copenhagen, 1904)
- Danse burlesque, Op.64, No. 1 (1905)
  - Valse caprice, Op.64, No. 2
- Barnlige Billeder [Слике деце], 6 fantasias, Op. 66 (1905)
- 2 клавирска комада, Op. 68 (1907)
- 3 клавирска комадаr, Op. 69 (1907)

### Дискографија
- Kirsten Flagstad-Songs (1994)
- Kirsten Flagstad Early Recordings 1914-1941 (1995)
- The Danish Nightingale (1995)
- Povla Frijsh - The Complete Recordings (1995)
- Women Composers (1996)
- Women's Voices: Five Centuries of Song (1997)
- Norsk Romances (2000)
- Bravourisimo - Wiener Boheme Quartett (2000)
- Agathe Backer Grøndahl (2000)
- Agathe Backer Grøndahl: Piano Music (2001)
- Norwegian Classical Favorites (2004)
- Women's Work: Solo Piano Music (2006)
- Noel (2006)
- Agathe Backer Grøndahl: Complete Piano Music, Vols. 1 - 5: Natalia Strelchenko (2007)

## Галерија
- Олаус Андреас Грендал (1847–1923), муж
- Нилс Бакер-Грендал (1877–1975), син (Nils Backer-Grøndahl)
- Фритјоф Бакер Грендал (1885–1959), син

### Записи
1. ↑  Њене песме из овог периода су настале по угледу на немачку романтичарску традицију Феликса Менделсона и Роберта Шумана.